# Mercer Island
Mercer Island – miasto w Stanach Zjednoczonych, w stanie Waszyngton, w hrabstwie King, położone na wyspie o tej samej nazwie, na jeziorze Washington.